# Макары (Зачачьевское сельское поселение)
Макары — деревня в Холмогорском районе Архангельской области.

## География
Находится в центральной части Архангельской области на расстоянии приблизительно 2 км на юг по прямой от села Емецк на левом берегу речки Шарапиха.

## История
В 1859 году здесь (тогда деревня Холмогорского уезда Архангельской губернии) было учтено 10 дворов. До 2015 года входила в Зачачьевское сельское поселение, с 2015 по 2022 в Емецкое сельское поселение до его упразднения.

## Население
Численность населения: 76 человек (1859 год), 8 (русские 75 %) в 2002 году, 3 в 2019.